# شيلدون فيربانكس
شيلدون فيربانكس (بالإنجليزية: Sheldon Hughes Fairbanks)‏ هو صحفي أمريكي، ولد في 29 سبتمبر 1893 في Roxbury, Boston ‏ في الولايات المتحدة، وتوفي في 25 أبريل 1969 في Beth Israel Deaconess Hospital - Milton ‏ في الولايات المتحدة.